# Гейчаев, Теймур Анвар оглы
Гейчаев Теймур Анвар оглы (род. 11 августа 1958) — Азербайджанский дирижер, художественный руководитель Государственного камерного оркестра имени Кара Караева. Народный артист Азербайджанской Республики (2005), индивидуальный стипендиат Президента Азербайджанской Республики (с 2020 года), директор средней специальной музыкальной школы имени Бюльбюля.

## Жизнь и деятельность
Гейчаев Теймур Анвар оглы родился 11 августа 1958 года. Т. Гейчаев окончил факультет струнных инструментов (скрипка) Азербайджанской государственной консерватории в 1981 году с отличием. В 1985 году участвовал в Закавказском конкурсе музыкантов и завоевал звание лауреата. Работал артистом в Азербайджанском государственном симфоническом оркестре имени У.Гаджибекова, с 1986 года преподавал в средней музыкальной школе имени Бюльбюля, а затем в Бакинской музыкальной академии.
С 1998 года является художественным руководителем Азербайджанского государственного камерного оркестра имени Кара Караева.

## Награды
- Заслуженный деятель искусств Азербайджана — 2000 г.;
- Народный артист Азербайджанской Республики — 2005 г.;
- Президентская премия — 9 мая 2012 г., 30 апреля 2014 г.[1], 6 мая 2015 г.[2], 6 мая 2016 г.[3], 1 мая 2017 г.[4], 9 мая 2018 г.[5] — в и 10 мая 2019 г.[6];
- 10 мая 2014 года он был награжден международной премией Фонда Гейдара Алиева «Гызыл чинар»[7];
- 10 августа 2018 года распоряжением Президента Азербайджанской Республики награжден орденом «Славы»[8];
- 7 мая 2020 года ему была вручена  индивидуальная стипендия Президента Азербайджанской Республики[9].

## Фильмография
1. Прощай, Южный город (фильм, 2006)